# Parodia nivosa
Parodia nivosa là một loài thực vật có hoa trong họ Cactaceae. Loài này được Backeb. mô tả khoa học đầu tiên năm 1934.

## Hình ảnh

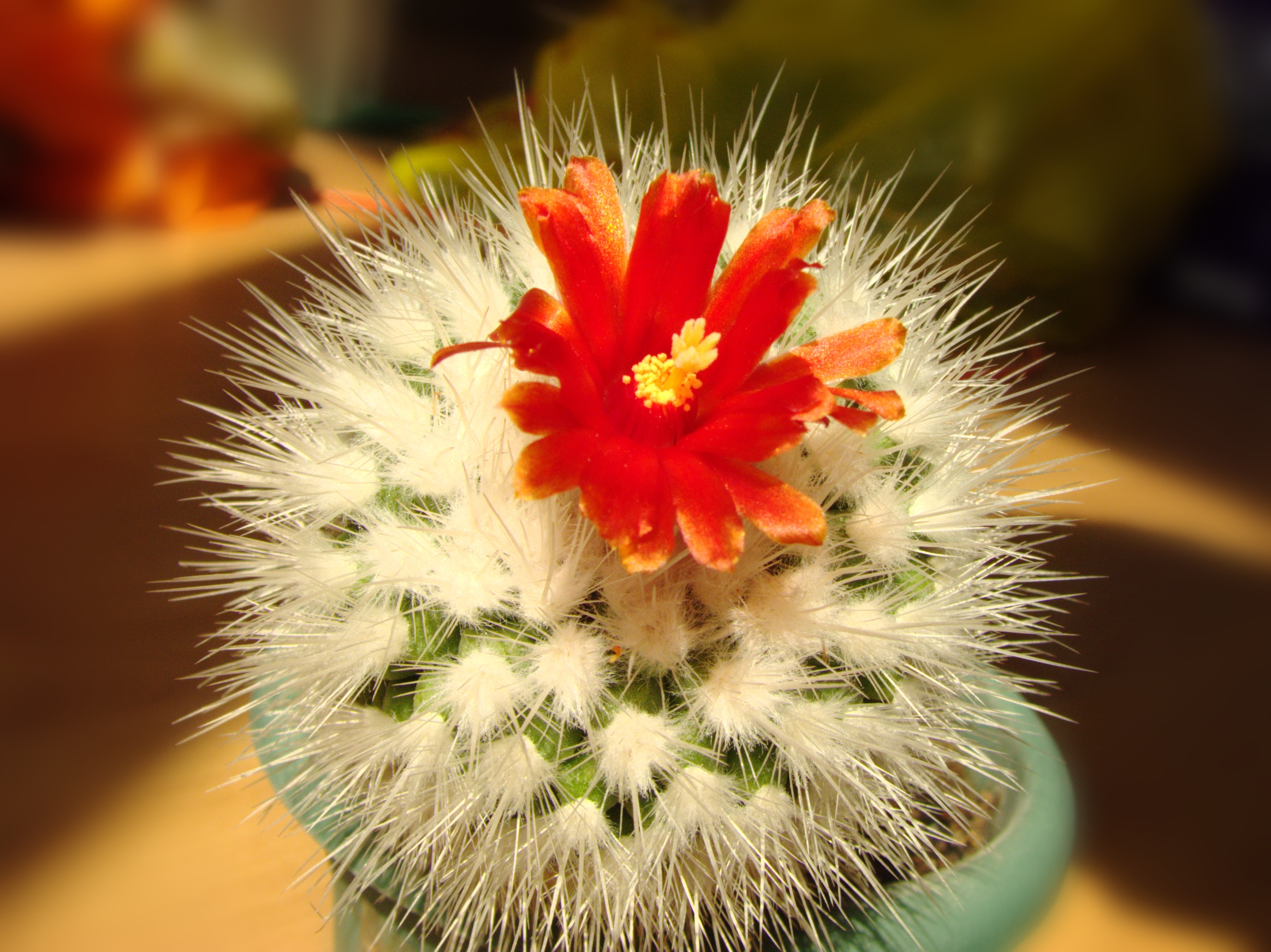
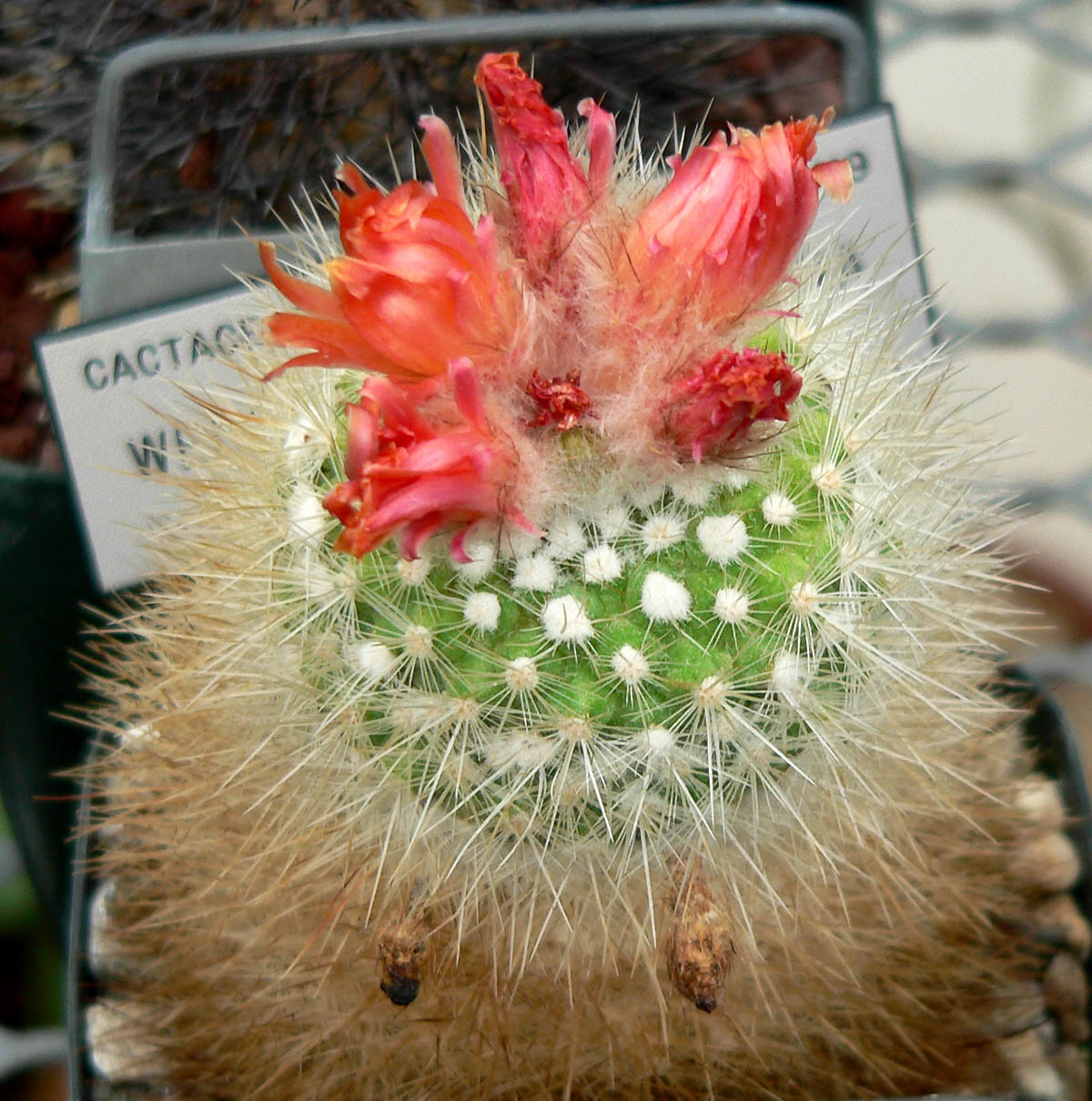